# Thomas Keller

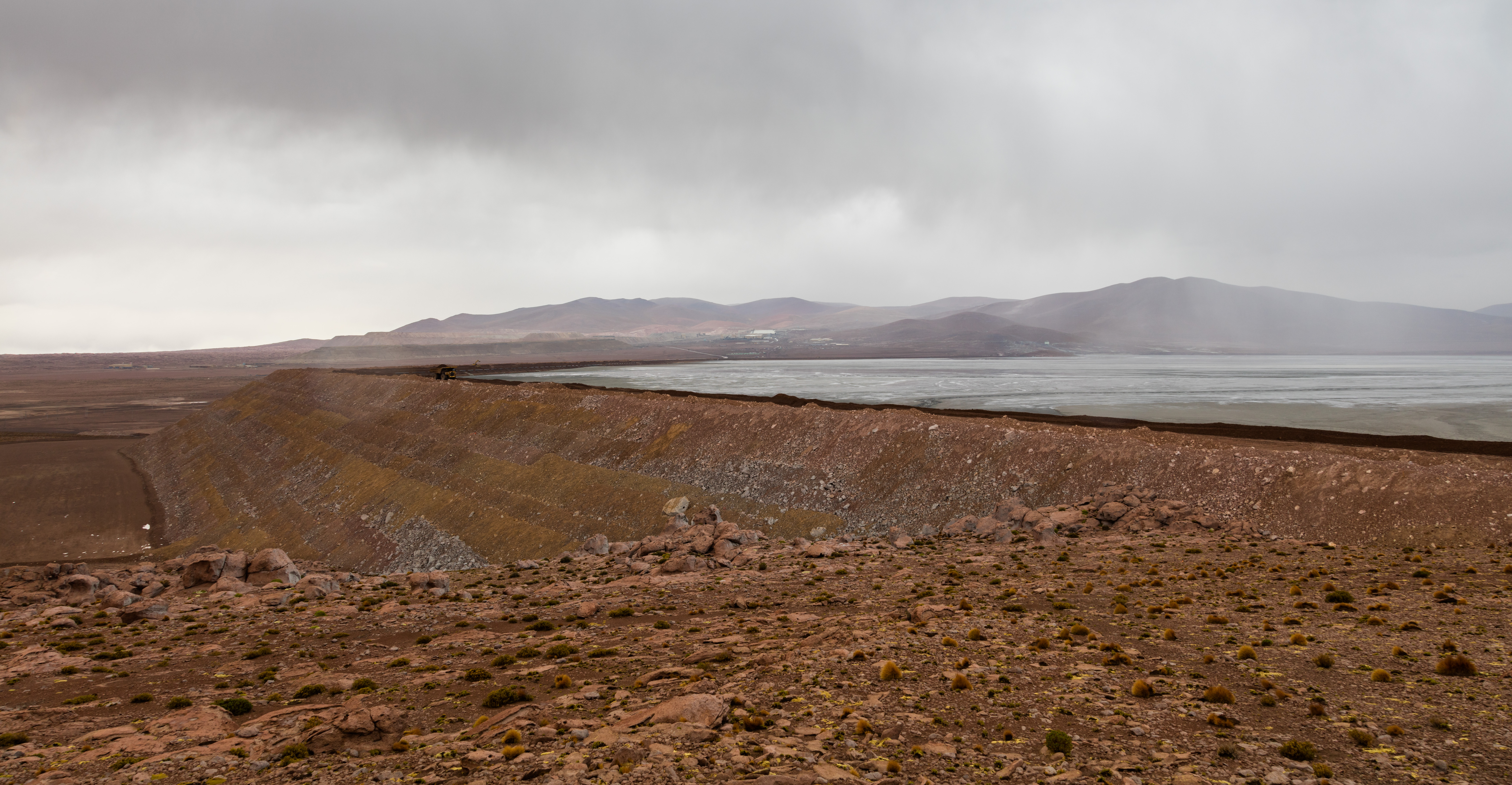
Mina de Collahuasi.

Thomas Keller Lippold (Valparaíso, 26 de diciembre de 1957) es un ingeniero comercial y empresario chileno de ascendencia alemana, expresidente ejecutivo de la estatal Corporación Nacional del Cobre de Chile (Codelco-Chile), la mayor firma productora de ese metal a nivel global.

## Biografía
Hijo de Arnold Keller, un físico alemán que dictó clases en la Universidad Técnica Federico Santa María, en Valparaíso, a partir de los años 1950, y de Claire Lippold, una tecnóloga médica de la misma nacionalidad que trabajó como laboratorista en el Hospital Alemán, fue criado junto a su hermana Eva, dos años menor, primero en el Cerro Alegre de la ciudad puerto y después en el barrio Miraflores de Viña del Mar.
Estudió en el Colegio Alemán de Viña del Mar y más tarde en los Padres Franceses de Valparaíso, donde destacó por su rendimiento académico. Posteriormente se formó como ingeniero comercial en la entonces Escuela de Negocios de Valparaíso, en Viña del Mar, donde compartió aulas con Nicolás Ibáñez.
En 1980, una vez titulado, se mudó a Santiago para trabajar como analista en el grupo BHC. Un año más tarde se trasladó al área de finanzas de Industrias Forestales (Inforsa), filial de CMPC. Menos de dos años después partió a los Estados Unidos, donde alcanzaría un Maestría en Administración de Negocios (MBA) por la Universidad de Chicago. Al volver se reincorporaría a Inforsa como subgerente comercial.
Posteriormente pasó a la filial chilena de Royal Dutch Shell como subgerente de su área forestal, cargo que tenía cuando fue enviado a Londres, Reino Unido, como assistant regional treasurer, coordinando proyectos en África, Asia y Sudamérica. A los cuatro años regresó a Chile para hacerse cargo de la operación de Forestal Santa Fe, en la que Shell Chile tenía una participación mayoritaria.
En 1994 se trasladó a la minera Collahuasi -donde Shell participaba- como vicepresidente de finanzas. En 2001 reemplazó a Diego Hernández como presidente ejecutivo.
En 2007 dio un brusco giro al incorporarse a Cencosud como gerente general de la división de supermercados. 21 meses después cambió el negocio minorista por el de la energía, al unirse a la canadiense Brookfield Asset Management.
A mediados de 2010 dejó esa responsabilidad para asumir como vicepresidente corporativo de administración y finanzas de Codelco. En 2012, tras la sorpresiva salida del propio Hernández de la firma, fue nombrado máximo ejecutivo de la cuprífera. Fue destituido por el directorio en junio de 2014.
Tres meses después la familia Matte lo colocó al frente de la generadora eléctrica local Colbún, una de las mayores empresas del país.